# Juan Galindo (Revolutionär)

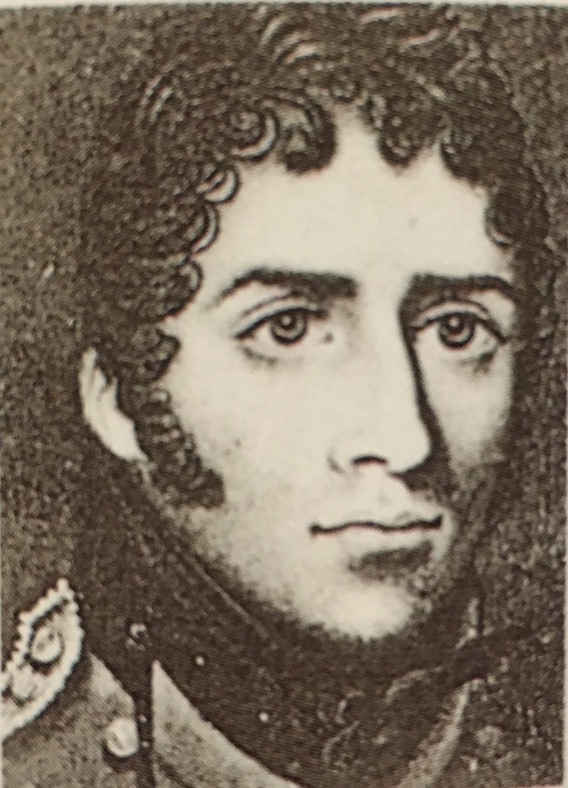
Juan Galindo

Juan Galindo, auch John Galindo (* 1802; † 1839 in Tegucigalpa) war ein mittelamerikanischer Unabhängigkeitskämpfer spanisch-englisch-irischer Herkunft. Er ist auch wegen der Erforschung der Maya-Ruinen bekannt.

## Leben
Der Sohn eines spanischen Beamten in Costa Rica (im damaligen Neu-Spanien), schloss sich bereits in jungen Jahren der Unabhängigkeitsbewegung an und machte sich bei der Belagerung von Omoa, welche er anführte, einen Namen. Omoa, eine Hafenstadt im heutigen Honduras, war zu diesem Zeitpunkt die letzte spanische Hochburg in Mittelamerika.
Galindo arbeitete nach der Erlangung der Unabhängigkeit von Spanien (1823) als Beamter der Zentralamerikanischen Konföderation. Dort tat er sich in der Vermessung, Kartographie, Topographie und dem Studium lokaler Bräuche hervor.
Als loyaler Gefolgsmann des liberalen Francisco Morazán, zunächst Staatschef von Honduras, danach letzter Präsident der Zentralamerikanischen Föderation, wurde er in den latent tobenden Bürgerkrieg verwickelt und kämpfte in zahlreichen Schlachten. Als 1839 nicaraguanische Einheiten Tegucigalpa überrannten, fand Galindo im Kampf den Tod.
Galindo widmete sich auch der Erforschung der Maya-Ruinen, vor allem in Palenque und Copán. Im Gegensatz zu anderen Altamerikanisten seiner Zeit war Galindo der erste, der die (richtige) These vertrat, dass die Maya-Bauten nicht von einer antiken Hochkultur erbaut wurden, sondern von den Vorfahren der indigenen Bevölkerung Zentralamerikas, den Mayas.